# Serixia paradoxa
Serixia paradoxa är en skalbaggsart som först beskrevs av Francis Polkinghorne Pascoe 1867.  Serixia paradoxa ingår i släktet Serixia och familjen långhorningar. Inga underarter finns listade i Catalogue of Life.